# 숙명 (2008년 영화)
"숙명"은 2008년 개봉한 대한민국의 영화이다.

## 캐스팅
- 송승헌 : 김우민 역
- 권상우 : 조철중 역
- 김인권 : 정도완 역
- 박한별 : 정은영 역
- 민응식 : 정두만 역
- 안내상 : 차강섭 역
- 민지아 : 강미진 역
- 정우 : 최정학 역
- 최재환 : 장삼영 역
- 윤원석 : 윤만길 역
- 박혜숙 : 우민 모 역
- 성민서 : 장수철 역
- 양승걸 : 복덕방 아저씨 역
- 이민아 : 카페 마담 역
- 송은욱
- 이명호 : 철중패 역
- 정기섭 : 영욱패 역
- 지성 : 박영환 역 (특별출연)
- 위승철 : 미진 룸 손님 역 (특별출연)
- 박유택 : 미진 룸 손님 역 (특별출연)
- 이현리 : 은영 친구 역 (특별출연)
- 홍수현 : 조효숙 (특별출연)
- 이승준 : 효숙 남편 (특별출연)